# Dipperz
Dipperz település Németországban, Hessen tartományban. Lakosainak száma 3634 fő (2023. december 31.). Dipperz Poppenhausen és Künzell községekkel határos.

## Népesség
A település népességének változása:
| Lakosok száma | 3458 | 3462 | 3520 | 3625 | 3634 |
|               | 2017 | 2019 | 2021 | 2022 | 2023 |